# Leucobrephos
Leucobrephos là một chi bướm đêm thuộc họ Geometridae.

## Các loài
- Leucobrephos middendorfii (Menetries, 1858)[1]
- Leucobrephos mongolicum Vojnits, 1977[1]